# Витковичи (Республика Сербская)
Витковичи (серб. Витковићи / Vitkovići) — село в общине Братунац Республики Сербской Боснии и Герцеговины. Население составляет 167 человек по переписи 2013 года.

## Население[3]
По данным на 1991 год, в селе проживали 346 человек, из них 200 — сербы, 146 — бошняки.